# Primeira Divisão 1955-56
La Primeira Divisão 1955/56 fue la 22.ª edición de la máxima categoría de fútbol en Portugal. Porto ganó su cuarto título.

## Tabla de posiciones
| Pos. | Equipo               | Pts. | PJ | G  | E | P  | GF | GC | Dif. | Clasificación                                |
| ---- | -------------------- | ---- | -- | -- | - | -- | -- | -- | ---- | -------------------------------------------- |
| 1    | Porto (C)            | 43   | 26 | 18 | 7 | 1  | 77 | 20 | +57  | Clasificado a la Copa de Campeones de Europa |
| 2    | Benfica              | 43   | 26 | 19 | 5 | 2  | 76 | 31 | +45  | Clasificado a la Copa Latina                 |
| 3    | Belenenses           | 37   | 26 | 16 | 5 | 5  | 67 | 25 | +42  |                                              |
| 4    | Sporting de Portugal | 36   | 26 | 15 | 6 | 5  | 54 | 27 | +27  |                                              |
| 5    | Sporting da Covilhã  | 29   | 26 | 11 | 7 | 8  | 52 | 44 | +8   |                                              |
| 6    | Barreirense          | 23   | 26 | 8  | 7 | 11 | 40 | 60 | −20  |                                              |
| 7    | Torreense            | 22   | 26 | 7  | 8 | 11 | 32 | 42 | −10  |                                              |
| 8    | Lusitano             | 21   | 26 | 6  | 9 | 11 | 38 | 55 | −17  |                                              |
| 9    | Vitória Setúbal      | 20   | 26 | 7  | 6 | 13 | 57 | 64 | −7   |                                              |
| 10   | CUF Barreiro         | 20   | 26 | 6  | 8 | 12 | 33 | 58 | −25  |                                              |
| 11   | Caldas               | 19   | 26 | 6  | 7 | 13 | 29 | 50 | −21  |                                              |
| 12   | Atlético de Portugal | 19   | 26 | 6  | 7 | 13 | 47 | 62 | −15  |                                              |
| 13   | Académica de Coimbra | 19   | 26 | 8  | 3 | 15 | 36 | 52 | −16  |                                              |
| 14   | Braga (D)            | 13   | 26 | 5  | 3 | 18 | 36 | 84 | −48  | Descenso a Segunda Divisão                   |

 Fuente: RSSSF
|                            |
| Campeón FC Porto 4° título |

## Resultados
| Local \ Visitante    | ACA | ACP | BAR  | BEL | BEN | BRA | CAL | CUF | LUS | POR | SCP | SCO | TOR | VSE |
| -------------------- | --- | --- | ---- | --- | --- | --- | --- | --- | --- | --- | --- | --- | --- | --- |
| Académica de Coimbra | —   | 2–1 | 3–1  | 0–5 | 1–0 | 4–1 | 2–2 | 3–4 | 1–2 | 1–2 | 1–1 | 1–0 | 4–1 | 2–1 |
| Atlético de Portugal | 4–2 | —   | 3–2  | 1–1 | 1–4 | 4–0 | 1–1 | 7–2 | 3–3 | 2–2 | 0–2 | 3–2 | 0–0 | 3–1 |
| Barreirense          | 3–1 | 3–2 | —    | 1–0 | 2–4 | 7–0 | 1–1 | 1–1 | 2–1 | 1–4 | 2–3 | 1–1 | 1–1 | 1–0 |
| Belenenses           | 3–1 | 5–2 | 3–0  | —   | 2–2 | 7–2 | 3–1 | 3–0 | 5–0 | 0–1 | 2–1 | 4–1 | 5–1 | 3–3 |
| Benfica              | 4–0 | 3–0 | 4–1  | 1–0 | —   | 7–1 | 3–0 | 3–2 | 1–1 | 1–1 | 3–0 | 2–2 | 2–2 | 5–1 |
| Braga                | 1–3 | 2–1 | 1–1  | 1–4 | 2–3 | —   | 4–1 | 4–1 | 0–2 | 1–5 | 2–3 | 0–2 | 1–0 | 4–2 |
| Caldas               | 2–1 | 1–0 | 0–1  | 0–2 | 0–1 | 0–0 | —   | 3–0 | 3–1 | 3–3 | 0–2 | 2–0 | 2–2 | 3–1 |
| CUF Barreiro         | 1–0 | 2–1 | 1–1  | 1–2 | 1–5 | 2–2 | 1–1 | —   | 2–2 | 0–4 | 0–0 | 1–1 | 3–1 | 3–2 |
| Lusitano             | 1–1 | 1–1 | 1–1  | 0–2 | 0–1 | 4–3 | 7–3 | 1–1 | —   | 0–3 | 1–1 | 4–0 | 2–1 | 2–2 |
| Porto                | 3–0 | 2–0 | 10–1 | 1–1 | 3–0 | 4–0 | 5–0 | 3–1 | 4–1 | —   | 3–1 | 5–1 | 2–0 | 4–1 |
| Sporting de Portugal | 2–1 | 5–2 | 7–1  | 1–0 | 1–3 | 4–2 | 2–0 | 3–0 | 6–0 | 1–0 | —   | 3–0 | 0–1 | 2–0 |
| Sporting da Covilhã  | 3–0 | 2–2 | 4–0  | 2–0 | 2–4 | 4–1 | 3–0 | 2–1 | 1–0 | 2–2 | 1–1 | —   | 2–1 | 7–1 |
| Torreense            | 2–0 | 3–1 | 2–1  | 1–1 | 2–5 | 3–0 | 1–0 | 1–2 | 2–0 | 0–0 | 0–0 | 2–4 | —   | 1–1 |
| Vitória Setúbal      | 2–1 | 9–2 | 2–3  | 0–4 | 3–5 | 6–1 | 3–0 | 2–0 | 5–1 | 1–1 | 2–2 | 3–3 | 3–1 | —   |